# منطقة باريلي
باريلي رمزها «BR» (بالإنجليزية: Bareilly) ، هو تقسيم إداري لدولة الهند تتبع ولاية أتر برديش (بالإنجليزية: Uttar  Pradesh) ، مركزها هو مدينة باريلي (مدينة هندية) (بالإنجليزية: Bareilly) يبلغ عدد سكانها وفقًا لتعداد عام 2001 نحو 3,598,701 نسمة، وتبلغ مساحتها 4,120 كيلومترًا مربعًا، فيما تصل الكثافة السكانية إلى 873 نسمة لكل كيلومتر مربع.